# Anthidium palliventre
Anthidium palliventre är ett solitärt bi i familjen buksamlarbin som förekommer i västra Nordamerika.

## Utseende
Arten är ett relativt stort bi med svart grundfärg och smala, ljusgula eller beige tvärband. Honorna har påtagligt långa setae (rörliga borst), medan hanarna känns igen på att stergit (buksidans bakkroppssegment) nummer 5 har mörkröda borst.

## Ekologi
Anthidium palliventre lever vanligtvis på havsnära sandfält; i Kalifornien kan arten dock uppträda längre in i landet. Den är inte särskilt specialiserad vad gäller näringssöket, utan kan besöka blommor från fyra olika familjer, främst faceliasläktet bland strävbladiga växter. men också facelior och Grindelia bland korgblommiga växter, samt Horkelia bland rosväxter.

### Fortplantning
Arten är ett solitärt, det vill säga icke samhällsbildande bi där varje hona själv sörjer för sin avkomma. Honan klär larvcellerna med hår hon hämtar från växter. Till skillnad från andra ullbin, som ofta utnyttjar existerande håligheter som bland annat färdiggrävda, övergivna bon från andra leddjur, gräver honan själv ut sitt bo i sand.

## Utbredning
Utbredningsområdet omfattar västra Nordamerika från nordvästra Mexiko till södra Alaska. Österut når den till Utah.